# Aeroport Internacional de Seattle-Tacoma
L'Aeroport Internacional de Seattle-Tacoma (codi IATA: SEA, codi OACI: KSEA) (en anglès: Seattle-Tacoma International Airport) és un aeroport localitzat entre les ciutats de Seattle i Tacoma, a la localitat de SeaTac. L'any 2010, va gestionar més de 31 milions de passatgers, convertint-se en el 18è aeroport més ocupat dels Estats Units. Pel que fa a les operacions i a la càrrega aèria, es troba en el 25è i 19è lloc respectivament. És el principal centre de connexions d'Alaska Airlines i la seva subsidiària regional Horizon Air, les quals tenen la seva seu empresarial al costat de l'aeroport. L'aeroport ofereix vols directes a diferents destinacions d'Amèrica del Nord, Europa i Àsia.

## Història
L'Aeroport Internacional de Seattle-Tacoma va ser construït l'any 1944 per Port of Seattle com un aeroport destinat al mercat de l'aviació civil, després que els militars estatunidencs l'haguessin utilitzat durant la Segona Guerra Mundial. L'aeroport es va obrir al l'ús comercial en acabar la guerra i a partir del 1947 es van fer els primers vols comercials.
L'any 1949, gràcies a l'aerolínia Northwest Airlines amb el seu servei directe a Tòquio, es va poder afegir la paraula internacional en el nom oficial de l'aeroport. La pista va ser prorrogada dues vegades, primer el 1959 per permetre l'ús d'avions i, més tard, l'any 1961 per garantir l'augment del tràfic aeri per l'arribada de l'Exposició Mundial de Seattle.
Durant la dècada del 1970, diversos residents es van queixar, entre altres coses, a causa del soroll produït per les aeronaus, les vibracions i els fums que venien de l'aeroport. Des d'aleshores s'han invertit més de 100 milions de dòlars per a fer front a aquests problemes.

## Terminals
L'Aeroport Internacional de Seattle-Tacoma té l'edifici de la Terminal Central amb quatre sales (A-D) i dues terminals de satèl·lit (Nord i Sud). Les terminals satèl·lit estan connectades a la Terminal Central d'un sistema de transport ràpis subterrani fabricat per Bombardier. Hi ha tres controls de seguretat per tot l'aeroport. Una vegada passat el control de seguretat, els passatgers tenen accés a totes les portes d'embarcament.

## Aerolínies i destinacions
| Companyia                                      | Destinacions | Sala                  |
| ---------------------------------------------- | --- | --------------------- |
| Air Canada                                     | Toronto-Pearson | Satèl·lit Nord        |
| Air Canada Jazz                                | Vancouver de temporada: Calgary | Satèli·lit Nord       |
| Air France                                     | Paris-Charles de Gaulle | Satèli·lit Sud        |
| AirTran Airways                                | Atlanta, Milwaukee de temporada: Baltimore | A                     |
| Alaska Airlines                                | Anchorage, Atlanta, Austin, Boston, Burbank, Chicago-O'Hare, Dallas/Fort Worth, Denver, Fairbanks, Guadalajara, Honolulu, Houston-Intercontinental, Juneau, Kahului, Ketchikan, Kona, Las Vegas, Lihue, Los Angeles, Miami, Minneapolis/St. Paul, Newark, Oakland, Ontario, Orange County, Orlando, Palm Springs, Phoenix, St. Louis, Sacramento, San Diego, San Francisco, San Jose (CA), Spokane, Tucson, Washington-National de temporada: Mazatlán, Puerto Vallarta, San Jose del Cabo, Sitka | C, D, Satèli·lit Nord |
| Alaska Airlines operat per Horizon Air         | Bellingham, Billings, Boise, Bozeman, Calgary, Edmonton, Eugene, Fresno, Great Falls, Helena, Kalispell, Kelowna, Lewiston, Long Beach, Los Angeles, Medford, Missoula, Pasco, Portland (OR), Pullman, Redmond, Reno/Tahoe, Santa Barbara, Santa Rosa, Spokane, Sun Valley, Vancouver, Victoria, Walla Walla, Wenatchee, Yakima | C                     |
| Alaska Airlines operat per SkyWest Airlines    | Fresno, Long Beach, Portland (OR), Santa Barbara | C                     |
| American Airlines                              | Chicago-O'Hare, Dallas/Fort Worth, New York-JFK | A                     |
| Asiana Airlines                                | Seoul-Incheon | Satèli·lit Sud        |
| British Airways                                | Londres-Heathrow | Satèli·lit Sud        |
| Condor                                         | de temporada: Frankfurt | Satèli·lit Sud        |
| Continental Airlines                           | Anchorage, Houston-Intercontinental, Newark de temporada: Cleveland | B                     |
| Delta Air Lines                                | Amsterdam, Atlanta, Beijing-Capital, Cincinnati/Northern Kentucky, Detroit, Honolulu, Memphis, Minneapolis/St. Paul, Nova York-JFK, Osaka-Kansai, Salt Lake City, Tokyo-Narita | Satèli·lit Sud        |
| Delta Connection operat per Mesaba Airlines    | Salt Lake City | Satèli·lit Sud        |
| Delta Connection operat per SkyWest Airlines   | Salt Lake City | Satèli·lit Sud        |
| EVA Air                                        | Taipei-Taoyuan | Satèli·lit Sud        |
| Frontier Airlines                              | Denver | A                     |
| Frontier Airlines operat per Republic Airlines | Denver, Kansas City de temporada: Milwaukee | A                     |
| Hainan Airlines                                | Beijing-Capital | Satèli·lit Sud        |
| Hawaiian Airlines                              | Honolulu, Kahului | A                     |
| Icelandair                                     | Reykjavík-Keflavík | Satèli·lit Sud        |
| JetBlue Airways                                | Boston, Long Beach, Nova York-JFK | A                     |
| Korean Air                                     | Seoul-Incheon | Satèli·lit Sud        |
| Lufthansa                                      | Frankfurt | Satèli·lit Sud        |
| Southwest Airlines                             | Albuquerque, Boise, Chicago-Midway, Denver, Las Vegas, Oakland, Phoenix, Reno/Tahoe, Sacramento, Salt Lake City, San Jose (CA), Spokane de temporada: Baltimore, Kansas City, Nashville, St. Louis | B                     |
| Sun Country Airlines                           | de temporada: Minneapolis/St. Paul | Satèli·lit Sud        |
| United Airlines                                | Chicago-O'Hare, Denver, San Francisco, Tokyo-Narita, Washington-Dulles | Satèli·lit Nord       |
| United Express operat per SkyWest Airlines     | Denver, Los Angeles, Portland (OR), San Francisco | Satèli·lit Nord       |
| US Airways                                     | Charlotte, Philadelphia, Phoenix | A                     |
| Virgin America                                 | Los Angeles, San Francisco | A                     |